# غزو إقليم وايكاتو
يعتبر غزو إقليم وايكاتو أكبر وأهم حملة في الحروب النيوزيلندية في القرن التاسع عشر. وقعت الحرب في الجزيرة الشمالية من نيوزيلندا بين القوات العسكرية للحكومة الاستعمارية واتحاد قبائل الماوري المعروف باسم «حركة كنجيتانجا» (حركة الملك أو الحركة الملكية). تعد وايكاتو منطقة إقليمية تقع حدودها الشمالية جنوب مدينة أوكلاند تقريبًا. استمرت الأعمال العدائية لمدة تسعة أشهر، من يوليو عام 1863 إلى أبريل عام 1864. كان الهدف من الغزو سحق السلطة الكنجيتية (الملكية)، التي اعتُبرت تهديدًا للسلطة البريطانية، إلى جانب دفع شعب الماوري في وايكاتو إلى مغادرة إقليمهم استعدادًا لاحتلال الأوروبيين واستيطانهم له. شارك في الحملة نحو 14,000 جندي استعماري وإمبريالي ونحو 4,000 من مقاتلي الماوري اللذين ينتمون إلى أكثر من نصف الجماعات القبلية الرئيسية في الجزيرة الشمالية.
وُضعت الخطط الخاصة بالغزو في نهاية حرب التاراناكي الأولى في عام 1861، لكن المكتب الاستعماري ومجلس نواب نيوزيلندا اعترضا عليها وعلقها الحاكم القادم السير جورج غري في ديسمبر من ذلك العام. أعاد غري تنشيط خطط الغزو في يونيو من عام 1863 وسط تصاعد التوتر بين الكنجيتيين والحكومة الاستعمارية والخوف من شن كنجيت الماوري (ملك الماوري) غارة عنيفة على أوكلاند. اعتبر غري رفض كنجيت الماوري لإنذاره سببًا لبدء الغزو، إذ كان قد أنذرهم في 9 يوليو عام 1863 أن على أفراد شعب الماوري اللذين يعيشون بين أوكلاند ووايكاتو تأدية يمين الولاء للملكة فيكتوريا أو سيجري إجلاؤهم إلى جنوب نهر وايكاتو. عَبرت القوات الحدود إلى إقليم وايكاتو بعد ثلاثة أيام وشنت هجومها الأول في 17 يوليو في كوهيروا، لكنها لم تتمكن من التقدم لمدة 14 أسبوعًا.
تضمنت الحرب اللاحقة معركة رانجريري -التي كلفت الطرفين رجالًا أكثر من أي معركة أخرى في حروب نيوزيلندا- ومعركة أوراكو التي استمرت لمدة ثلاث أيام، ولعلها كانت أكثر المعارك شهرة في حروب نيوزيلندا، إذ استوحي منها فيلمان باسم رويز لاست ستاند.انتهت الحملة بانسحاب شعب الماوري كنجيتانجا إلى المناطق الداخلية الوعرة في الجزيرة الشمالية ومصادرة نحو 12,000 كيلومتر مربع من أراضي الماوري.
تركت الهزيمة والمصادرات القبائل التابعة لحركة كنجيتانجا في حالة من الفقر والمرارة، التي تبددت إلى حد ما في عام 1995 عندما اعترفت الحكومة أن الغزو والمصادرة في عام 1863 كانا غير مشروعين واعتذرت عن أفعالها. قبلت قبيلة وايكاتو-تاينوي بتعويض نقدي إلى جانب بعض الأراضي الخاضعة لسيطرة الحكومة التي يبلغ مجموع قيمتها نحو 171 مليون دولار -أي نحو 1% من قيمة الأراضي المصادرة في عام 1863- وفي أواخر ذلك العام وقعت الملكة إليزابيث الثانية شخصيًا على قانون تسوية مطالبات وايكاتو راوباتو لعام 1995. عادة تعطي الحاكمة العامة الموافقة الملكية على القانون بالتوقيع باسمها.

## خلفية الغزو وأسبابه
انتهت حرب التاراناكي الأولى في مارس عام 1861 كهدنة غير مستقرة بين الحكومة وقوات الماوري، إذ اعترف الطرفان بوصولهما إلى طريق مسدود. أدى عدم تحقيق القوات الإمبريالية لنصر واضح إلى تحويل انتباه الحاكم توماس غور براون إلى إقليم وايكاتو، مركز حركة كنجيتانجا، حيث كان يجتذب الملك توهياو ولاء أعداد متزايدة من شعب الماوري في مختلف أنحاء الجزيرة الشمالية. خلص براون إلى أن أعضاء حركة كنجيتانجا سيتعين عليهم الخضوع للحكم البريطاني. بعد محاولة التوصل إلى تسوية سلمية بواسطة «صانع الملوك» وايريمو تاميهانا، وجه براون في منتصف عام 1861 إنذارًا إلى زعماء حركة كنجيتانجا، يطالبهم بالخضوع إلى الملكة فيكتوريا وإرجاع ما نهبوه في حرب التاراناكي الأولى. عندما رفضوا إنذاره، بدأ بوضع خطط لغزو إقليم وايكاتو والإطاحة بالملك، لكن المكتب الاستعماري ومجلس نواب نيوزيلندا اعترضا على خطته. وفقًا لكلام براون، فإن الزعماء الكنجيتيين وضعوا خططًا لشن غارة على أوكلاند في 1 سبتمبر وحرق المدينة وذبح معظم سكانها، ردًا على تهديداته العدوانية. منذ ذلك الحين، رفض المؤرخون أمثال جيمس بيليتش كلام براون الذي كان يهدف من خلاله إلى بث الخوف في محاولة منه لكسب الدعم العسكري.
عُلقت خطة الغزو التي قدمها براون عندما حل محله السير جورج غري في سبتمبر من ذلك العام، وفي المقابل تخلى الكنجيتيون عن مخططهم للثورة. عوضًا عن ذلك وضع غري سياسة سلمية تتضمن نظامًا للإدارة المحلية الماورية الذي يُمكنهم من المشاركة، على أمل أن يشجع هذا النظام شعب الماوري على التخلي عن حركة كنجيتانجا و«تقليل عدد أعدائنا». لكن في الوقت ذاته، بدأ غري في التخطيط للحرب، مستخدمًا قوات من فيلق النقل الذي شُكل حديثًا لبدء أعمال بناء الطريق الممتد من دروري التي تبعد نحو 18 كيلومتر تقريبًا من الغابات إلى حدود الكنجيتيين عند مجرى مانجاتاوهيري -أحد روافد نهر وايكاتو- بالقرب من بوكينو. سيوفر الطريق الذي سيسمى بالطريق الجنوبي العظيم وصولًا سريعًا للقوات العسكرية في حالة الغزو. باستخدام ما وصفه المؤرخ جيمس بيليتش بحملة من المعلومات المضللة، احتفظ غري بجيش التاراناكي وبدأ في مناشدة المكتب الاستعماري لمزيد من القوات لتجنب «بعض الكوارث الكبرى»، مدعيًا أن التوترات ما زالت شديدة، وأن هنالك احتمالًا كبيرًا لعدوان الماوري. في نوفمبر عام 1862، طلب باخرة حربية من سيدني واشترى أخرى في ليتلتون لإكمال نظام الإمداد. بحلول مطلع عام 1863، كانت الحكومة الإمبريالية قد زودت غري بثلاثة آلاف جندي للحرب المتوقعة.
تسببت الأحداث التي وقعت في بداية عام 1863 في بلوغ التوترات ذروتها. في مارس، أعاق الكنجيتيون بناء مركز شرطة في تي كوهيكوهي، بالقرب من ميريميري، وداهم 80 مقاتلًا مسلحًا 80 هكتارًا من الملكيات في تا أواموتو التي كانت تخضع لاحتلال القاضي والمفوض جون جورست، واستولوا على المطبعة التي نشر فيها صحيفة وأخذوها إلى كيهيكيهي. أرسل المقاتلون بقيادة ريوي مانيابوتو ووايريمو كينجي، رسالة إلى جورست -الذي كان غائبًا في ذلك الوقت- بأن يترك الملكية أو سيعرض نفسه للموت، بعد وقت قصير استدعى غري جورست إلى أوكلاند. في 4 أبريل، رتب غري لقوة إمبريالية قوامها 300 جندي لإجلاء شعب الماوري من قطاع تاترامايكا المتنازع عليه في تاراناكي وإعادة احتلاله. اعتبر شعب الماوري أن إعادة الاحتلال عمل من أعمال الحرب، وفي 4 مايو، قامت مجموعة مكونة من نحو 40 محارب نجاتي روانوي بهجوم انتقامي، حيث نصبوا كمينًا لفرقة عسكرية صغيرة مكونة من عشر جنود على طريق ساحلي بالقرب من أوكورا، ما أدى إلى مقتل جميع الجنود باستثناء واحد. ربما كان الكمين الذي نظمه ريوي خطةً منه لمحاولة اغتيال غري، الذي كان يسلك هذا الطريق على نحو منتظم عند تنقله بين نيو بلايموث وموقع تاترامايكا العسكري.
عادت القوات الإمبريالية إلى تاراناكي مع استئناف الأعمال العدائية، وفي 4 يونيو، قاد القائد البريطاني الجديد، اللواء دنكان كاميرون، 870 جنديًا لمهاجمة مجموعة تتكون من نحو 50 من شعب الماوري في قطاع تاتارامايكا، ما أدى إلى مقتل 24 فردًا. خوفًا من تجدد العدوان، بدأ بعض الكنجيتيين إعادة إحياء خطتهم الرامية إلى مداهمة أوكلاند ومستوطناتها الحدودية. لم تقتنع الوزارة الاستعمارية أن أوكلاند أو ولنجتون معرضتان لأي خطر ورفضت استدعاء ميليشيا أوكلاند عقب كمين أوكورا، ونفى المبشرون وحتى جورست احتمال وقوع أي هجوم. لكن في رسالة إلى لندن أستشهد غري بحادثة كمين أوكورا كدليل آخر على الخطر المحدق بالمستوطنين النيوزيلنديين.